# Abdel al Jabbar Ibn Ahmad
'Abd al-Jabbar ibn Ahmad ibn 'Abd al-Jabbar al-Hamadani al-Asadabadi, Abu 'l-Hasan, né vers 935 près de Hamadan et mort en 1025 est un théologien musulman, l'un des plus renommés du courant mu'tazilite. Son nom, 'Abd Al Jabbar, signifie « Serviteur du Tout Puissant ». Il appartient à l'école shafi'ite, l'une des quatre grandes écoles de jurisprudence musulmanes,,. 
Il a étudié auprès de Ibrahim b. Ayyâsh, un ancien élève d'al-Jubbâ'ī. Il vécut à Bagdad jusqu'à ce qu'il fût invité à Rey, en 367 H (978 apr. J.-C.) par l’émir Ibn Abbad, un grand partisan du mu'tazilisme. Il fut nommé cadi (jurisconsulte) de la province. À la mort d’Ibn 'Abbad, il fut destitué et arrêté par le gouverneur, Fakhr al-Dawla, en raison d'une remarque futile qu'il avait faite à propos de son bienfaiteur, le défunt Ibn 'Abbad. Il mourut par la suite, en 445 (1025 apr. J.-C.).
Son disciple le plus célèbre sera Abû-l-Husain al-Basri (mort en 436/1045), lui aussi théoricien du droit. Parmi les plus notables, on cite également Abū Rashīd al-Nīsābūrī (m. 1068), et Ibn Mattawayh.

## Formation
Il a appris le hadith (les traditions ou dits du Prophète), notamment auprès de Zubayr ibn Abd al-Wahid al-Asadabadi,. Il se déplace à Hamadhan, Ispahan puis Basora en 958. À partir de là, son intérêt se porte principalement vers la théologie (kalām). D'abord ach'arite, c'est sous l'influence d'Abu Ishaq Ibrahim ibn 'Ayyash al-Basri qu'il s'est tourné vers la doctrine mutazilite. Mais il est resté fidèle au rite chaféite. Après son départ de Basra pour Bagdad, il étudie auprès d'un autre mutazilite, Abu Abdullah al-Basri,.

## Œuvres et doctrine
Alors que nombre d'ouvrages mu'tazilites sont perdus, beaucoup des livres d'al-Jabbar sont arrivés jusqu'à nous, et nous permettent de connaître la pensée de ses prédécesseurs. Il rapporte notamment les opinions et les arguments d'Abu Ali al-Jubba'i et d'Abu Hashim al-Jubba'i, prenant la défense le plus souvent de ce dernier.

### Kitab al Mughni
Le Kitab al-Mughni fi  abwab al-tawhid wal-adl est notre principale source sur la doctrine Mu'tazilite . C'est l'œuvre maîtresse d'Abd Al-Jabbar, une somme théologique (Kitab al Mughni) où il présente la pensée mu'tazilite à travers ses deux aspects doctrinaux les plus importants : l'unicité divine (tawhid) et la justice ('adl). Il y argue que la distinction ascharite entre d’un côté la Parole Incréée de Dieu, et de l'autre, les mots rassemblés dans un Coran matériel créé, rendait la volonté de Dieu méconnaissable.
Le Mughnî aborde la question de l'inimitabilité du Coran (i'jāz), un dogme fondé sur un verset qui met au défi les hommes de produire un livre semblable. Al-Jabbar approfondit la position d'Abu Hashim al-Jubba'i. Il pense que la supériorité du Coran tient, plutôt qu'à son style littéraire, ou à son contenu, à l'union des deux. Abd al-Qâhir Al-Jurjânî s'inspirera des analyses d'al-Jabbar.
Le manuscrit (incomplet) a été photographié au Yémen en 1951 lors d'une expédition égyptienne, qui assura ensuite sa publication dans les années 1960.

### Kitab al Usul al Khamsah
Deuxième ouvrage de grande importance laissé par le Qadi Abdel al Jabbar. Dans le Kitab al Usul al Khamsah, Livre des cinq fondements, les cinq principes mu'tazilites (Unicité, Justice, Promesse du paradis et Menace de l'enfer, Demeure intermédiaire, et ordre de faire le bien et interdiction de faire le mal) sont développés. Le Qadi mu'tazilite est surtout un théoricien du droit qui estime le Kalâm, la théologie spéculative, supérieure au fiqh, droit à proprement parler.    
Le qadi avait écrit aussi un Sharḥ al-uṣūl al-khamsa, un commentaire du Kitab al-usul al-khamsa, mais qui ne semble pas avoir été conservé.

#### Dieu existe; il est un
Al-Jabbar considère que la connaissance de l'existence de Dieu n'est pas évidente par elle-même, et doit faire l'objet d'une démonstration rationnelle. Sa preuve de l'existence de Dieu s'appuie sur le constat de la contingence des corps. Les corps possèdent des propriétés contingentes, comme le mouvement et le repos, donc ils sont eux-mêmes contingents, et donc créés, ce qui suppose un créateur. Il s'oppose à l'idée, soutenue par Rhazès, que le monde puisse être éternel a parte ante, c'est-à-dire sans commencement. Il raisonne par analogie avec l'expérience : dans le monde sensible, nos actes supposent un auteur, il doit en aller de même dans le monde invisible.    
'Abd al-Jabbar récuse les théories dualistes telles que le manichéisme, qui repose sur la croyance en l'existence de deux divinités, l'une du bien et l'autre du mal, la religion des Mages, ou encore le marcionisme qui, selon lui, suppose, en plus des deux principes essentiels, un troisième élément qui assure leur mélange. Son argument, inspiré du Coran, est celui de l'empêchement mutuel (dalīl al-tamānu') : « S'il y avait un autre dieu que Lui dans le ciel et sur la terre, ceux-ci auraient déjà péri. » (XXI, 22) L'idée est que plusieurs dieux s'empêcheraient mutuellement d'agir. S'ils ont des desseins contraires, seule la volonté de l'un des deux pourra se réaliser. L'autre, réduit à l'impuissance, prouve ainsi qu'il n'est pas divin. Cet argument mutazilite a été repris par al-Ach'ari.    

#### Les attributs divins
Le premier des attributs divins, c'est la toute-puissance. Il découle de la démonstration de l'existence du créateur. Les autres attributs, comme la vie et l'existence, dérivent de la puissance, qui présuppose la vie et l'existence comme conditions nécessaires. La sagesse de Dieu est déduite de l'observation de l'ordre du monde : la perfection de la création témoigne de la sagesse du créateur. Al-Jabbar raisonne là encore par analogie : l'œuvre du savant est plus parfaite que celle de l'ignorant ; ce qui est vrai de l'action humaine vaut aussi pour l'œuvre divine. Dieu est également éternel : cet attribut se déduit de la preuve de son existence. En effet, il faut supposer un agent non créé pour expliquer l'existence des êtres contingents, sans tomber dans une régression à l'infini. S'il fallait remonter à l'infini dans la série des causes passées, alors rien n'existerait, le monde n'aurait jamais pu être créé. Or, le monde existe. Al-Jabbar conçoit l'infini comme ce qui ne peut pas être achevé, ce qui ne peut jamais être totalisé. Il donne cet exemple : si je vous promets de vous donner cette pomme lorsque vous aurez d'abord mangé une infinité de pommes, alors vous ne mangerez jamais cette pomme-ci, car le moment où l'infini serait complété ne viendra jamais.    
Dans le Sharh al Usul al Khamsah, il réfute les partisans de l'astrologie qui attribuent à l'influence des astres le pouvoir de gouverner toutes choses. En effet, le cours constant et régulier des astres prouve qu'ils sont dépourvus de la volonté libre requise par la faculté de créer.    
La justice de Dieu implique la responsabilité de l'homme dans ses actions. Ainsi, al-Jabbar défend l'idée que l'homme est l'auteur de ses actes, ce qui constitue l'un des principes caractéristiques de la pensée mutazilite. Il s'oppose ainsi aux mujabirrah (fatalistes) tels que Jahm ibn Safwān. Il réfute la théorie du kasb («acquisition»), qu'il attribue à Ḍirar ibn 'Amr, et qui a été reprise par les disciples d'al-Ach'ari. Selon cette théorie, Dieu est l'auteur de nos actes, que nous ne faisons qu'acquérir lorsque nous les accomplissons, de sorte qu'ils peuvent tout de même nous être imputés. La notion de kasb a pour but de justifier la responsabilité humaine malgré l'affirmation de la toute-puissance divine. Dieu est cause de tout, y compris de nos actes ; pourtant, nous en sommes responsables. Al-Jabbar juge cette justification incompréhensible. Il soulève ce problème : certains de nos actes sont mauvais. Comment Dieu pourrait-il en être la cause ? La possibilité du péché prouve aux yeux du qadi la liberté humaine. Dieu ne peut vouloir le mal ; celui-ci est donc l'effet de la liberté de l'homme, qui possède une capacité d'agir. Cette capacité n'accompagne pas seulement l'action, elle doit la précéder. Ce point est une pierre d'achoppement entre les acharites, pour qui la capacité, créée par Dieu, n'existe que le temps de l'action, et les mutazilites, pour qui la qudra doit précéder l'action.    
La question du statut de la parole de Dieu - exprimée dans le Coran - a été une source de conflit. La parole de Dieu est-elle éternelle ? Pour les mutazilites, seul Dieu lui-même est éternel. Le Coran est donc créé - par Dieu. L'argument d'al-Jabbar, c'est que la parole exprimée dans le Coran se présente sous forme discursive : les sourates, les versets et les mots qui les composent se suivent, se précèdent les uns les autres. Or, cette succession est pour al-Jabbar la marque de la temporalité, non de l'éternité.    
Al-Jabbar admet la possibilité de l'abrogation : une loi révélée peut en abroger une autre, un verset du Coran peut abroger un autre verset. Il ne faut y voir aucune contradiction, ni une incohérence qui serait indigne de Dieu. D'une façon moderne, qui préfigure les thèses de penseurs réformistes qui mettent en avant l'importance des circonstances pour bien comprendre le message prophétique, al-Jabbar souligne le caractère contextualisé de toute révélation : « Les lois religieuses sont des grâces et des utilités. Ce qui est de cette sorte diffère selon les temps et les personnes ». Le message révélé peut varier selon les peuples auquel il s'adresse et les changements qui les affecte, sans que ce soit le signe d'une inconstance.    

#### Ce que Dieu n'est pas
En revanche, Dieu est dépourvu de cet attribut qu'est la corporéité. Al-Jabbar rejette le tajsīm, qui consiste à attribuer à Dieu un corps. En effet, les corps se définissent par des dimensions ; les corps sont créés ; ils sont contingents. Aucune de ces qualités ne peut convenir à Dieu. Quant aux versets anthropomorphiques du Coran, qui décrivent Dieu comme s'il avait des membres, ils sont à prendre en un sens allégorique. Al-Jabbar interprète, par exemple, la mention des mains de Dieu comme symbole soit de sa puissance, soit de la providence, selon le contexte. Al-Jabbar réfute également la visibilité de DIeu. Les acharites prennent à la lettre le verset du Coran : « Ce jour-là il y aura des visages resplendissants qui regarderont leur Seigneur » (LXXV, 22). Pour Al-Jabbar, il est impossible de voir Dieu, que ce soit dans ce monde ou dans l'autre, de ses propres yeux ou par un autre moyen. Il s'appuie sur le Coran : « Les regards ne sauraient L'atteindre » (VI, 103), et sur le raisonnement : la visibilité implique un point de vue, donc une position dans l'espace ; or Dieu ne peut être corporel.    
C'est pourquoi al-Jabbar argumente contre les chrétiens sur deux points : la notion de Trinité, incompatible à ses yeux avec l'idée d'unicité, et celle d'incarnation. « Les chrétiens soutiennent que Dieu est une seule substance et trois hypostases. » Mais Dieu ne peut être une substance, car toute substance est contingente et engendrée. Il ne peut pas être à la fois un et trois, c'est pour al-Jabbar une contradiction. Quant à l'idée d'incarnation, elle implique que Dieu pourrait occuper un corps, et ainsi être limité dans l'espace, ce qui est impossible.    

### Tathbit Dala’il
Abd Al-Jabbar rédigea un texte polémique contre le christianisme Tathbit Dala’il Nubuwwat Sayyidina Muhammad (Établissement des preuves de la prophétie de notre maître Muhammad).
Shlomo Pines (1966) a fait valoir que ce travail était basé sur un ancien différend entre les chrétiens syriaques et les chrétiens grecs. Pines a également examiné le texte arabe et montré qu’il s’appuyait sur la Peshitta (version syriaque de la Bible), et peut-être utilisé d’autres sources syriaques.
Ce livre contient également des passages dirigés contre les croyances des manichéens.

### Autres livres
Mutasābih al-Qurʾān (la semblance dans le Coran), une étude exégétique de passages ambigus du Coran.
Al-Moktaṣar fī uṣūl al-dīn, une introduction au kalâm.
Fadl al-iʿtizâl wa-ṭabaqât al-muʿtazila (« Le mérite des mu'tazilites et les différentes générations de mu'tazilites »).
Al-khilâf bain al-Shaikhayn (sur les désaccords entre al-Jubba'i père et fils).
Al-muhît bi al-taklîf, dont Ibn Mattawayh a écrit un commentaire intitulé Al-Majmû' min al-muhît bi al-taklîf.

## Autorités
- VIAF
- ISNI
- BnF (données)
- IdRef
- LCCN
- GND
- Pays-Bas
- Pologne
- Israël
- NUKAT
- Suède
- Vatican
- Tchéquie
- WorldCat